# Erateina rhesa
Erateina rhesa là một loài bướm đêm trong họ Geometridae.